# Vitsasluoto (ö, lat 61,28, long 27,86)
Vitsasluoto är en ö i Finland. Den ligger i sjön Saimen och i kommunerna Taipalsaari och Savitaipale och landskapet Södra Karelen, i den södra delen av landet, 200 km nordost om huvudstaden Helsingfors. Öns area är 0,1 hektar och dess största längd är 50 meter i öst-västlig riktning.